# Rhinotorus similis
Rhinotorus similis är en stekelart som först beskrevs av Carl Gustav Alexander Brischke 1892.  Rhinotorus similis ingår i släktet Rhinotorus och familjen brokparasitsteklar. Inga underarter finns listade i Catalogue of Life.